# Martin Heckmann
Martin Heckmann (* 3. Januar 1966 in Hamburg; † 28. Dezember 2022 ebenda)  war ein deutscher Filmemacher und Medienkünstler. Sein Werk umfasste experimentelle Kurz- und Essayfilme, dokumentarische Arbeiten sowie multimediale Performances.

## Leben
Martin Heckmann studierte von 1989 bis 1995 an der Hochschule für bildende Künste Hamburg, unter anderem bei Rüdiger Neumann (Experimentalfilm) und Gerd Roscher (Essayfilm). Im Anschluss absolvierte er ein Aufbaustudium, das er 1997 abschloss. Heckmann lebte und arbeitete bis zu seinem Tod im Dezember 2022 in Hamburg.

## Werk
Im Zentrum von Heckmanns künstlerischer Arbeit standen experimentelle Filmformen, insbesondere der Essay- und Dokumentarfilm. In den 1990er- und 2000er-Jahren entstand eine Vielzahl kurzer Filme auf 16 mm, Super 8, Video und digitalen Formaten. Viele seiner Filme entstanden in Zusammenarbeit mit anderen Künstlern, etwa mit Mathias Will, Matthias Breitenbach, Mark Böhm oder Yves De Mey.
Seine Arbeiten beschäftigen sich mit subjektiver Wahrnehmung, Erinnerung, Reiseerfahrungen und gesellschaftlichen Randzonen.

## Filmografie (Auswahl)
- 1993: Owo (mit Mathias Will), Essayfilm, 42 Min. (auch in gekürzter Fassung, 16 Min.), gezeigt auf dem Internationalen Leipziger Festival für Dokumentar- und Animationsfilm[1]

- 1997: Gesichte (mit Mathias Will), Spielfilm, 30 Min.[2]
- 2006: sat.land, experimenteller Kurzfilm, ausgezeichnet beim IKFF Hamburg[3]
- 2014: Ulli, Dokumentarfilm, 61 Min., ausgezeichnet mit dem Deutschen Kurzfilmpreis[4]

## Veröffentlichungen
- 2004: Von Politik, Sex und anderen Dingen, Materialverlag der HFBK[5]